# کریستین ماجو
کریستین ماجو (ایتالیایی: Christian Maggio؛ زادهٔ ۱۱ فوریهٔ ۱۹۸۲) بازیکن فوتبال اهل ایتالیا است.
وی سابقه ۳۴ بازی برای تیم ملی فوتبال ایتالیا در کارنامه دارد، همچنین پست تخصصی او مدافع است.